# Дамска фехтовка със саби
„Дамска фехтовка със саби“ (на английски: Lady Fencers (With Broadswords)) е американски късометражен ням филм от 1894 година на режисьора Уилям Кенеди Диксън с участието на Луиз Бланшар и Хелън Ингълхарт, заснет от компанията Едисън Манюфакчъринг Къмпъни.

## В ролите
- Луиз Бланшар
- Хелън Ингълхарт[2]